# Calosoma breviusculus
Calosoma breviusculus is een keversoort uit de familie van de loopkevers (Carabidae). De wetenschappelijke naam van de soort is voor het eerst geldig gepubliceerd in 1830 door Carl Gustaf Mannerheim.
De kever wordt 16 tot 25 millimeter groot en is brachypteer (kan niet vliegen). De imago kan worden gevonden van april tot juli.
De soort komt voor in oostelijk Turkije, Armenië, het noorden van Iran en Azerbeidzjan, op hoogtes van 1500 tot 2400 meter boven zeeniveau.